# Рош ха-Шана
Рош ха-Шана́ (ивр. רֹאשׁ הַשָּׁנָה‎, букв. «голова года») — еврейский Новый год, который празднуют два дня подряд в новолуние осеннего месяца тишрей (тишри) по еврейскому календарю (приходится на сентябрь или октябрь). С этого дня начинается отсчёт дней нового еврейского года.
В Танахе первым месяцем года считается весенний месяц авив, позднее названный нисан, когда евреи вышли из Египта. Праздник же первого дня седьмого месяца тишрей назван днём «священного собрания», когда положено не работать, трубить в шофар и совершать жертвоприношения.
Рош ха-Шана и Йом-Кипур относятся к числу наиболее важных еврейских праздников. Характерная черта празднования Рош ха-Шана — трубление во время синагогальной службы в шофар. Это действие истолковывают как вызов на Божественный суд и как призыв к покаянию.

## Значение праздника
В Мишне наряду с праздником седьмого месяца (тишрей) перечислены ещё три дня в году, также называемые Рош ха-Шана. Согласно Мишне, первый день месяца тишрей — Рош ха-Шана, от которого ведётся отсчёт субботних и юбилейных годов, царствования чужеземных (нееврейских) царей и посадки фруктовых деревьев и овощей.
Установление 1 тишрей религиозным новым годом, по мнению законоучителей, связано с тем, что в этот день Бог судит весь мир. Считается также, что в этот день на небесах предопределяется доход каждого человека в наступающем году. Согласно рабби Элиэзеру, мир был сотворён в месяце тишрей.
В эти дни, учит еврейская традиция, на небесах выносится решение: кому — жить, а кому — умереть. Молитвенные службы в эти дни должны повлиять на решение Творца. В богослужении на этот праздник преобладают мотивы самоанализа и покаяния. Тем не менее, искренняя вера в то, что Господь желает всем добра и благополучия, превращает этот день в праздник.
В эти дни верующий отдаёт самому себе и Создателю духовный отчёт за все свои поступки, слова и мысли за ушедший год. Он принимает решения, как исправить недостатки и проступки, как вернуться к Богу.
С этого дня начинаются десять дней молитв и раскаяния, называемые «Дни трепета» или «Десять дней раскаяния», заканчивающиеся Йом-кипуром.

## Законы праздника
В первый вечер Рош ха-Шана принято приветствовать друг друга пожеланием быть вписанным в «Книгу жизни». Во время праздничной трапезы принято обмакивать хлеб (обычно круглую халу), над которым было произнесено благословение, в мёд, чтобы наступающий год был сладким. Также существует обычай на Рош ха-Шана есть яблоки с мёдом.
Слова пророка Михи —
«Он опять умилосердится над нами, изгладит беззакония наши. Ты ввергнешь в пучину морскую все грехи наши.» (Мих. 7:19)
— легли в основу обряда ташлих: после полудня (в первый день Рош ха-Шана или во второй, если первый день приходится на субботу) евреи собираются возле реки, ручья, источника или у моря и произносят этот стих, равно как и другие иудейские тексты и покаянные гимны и молитвы. Этот обряд не упоминается в Талмуде, так как он более позднего происхождения.

## Праздничное собрание в синагоге
Подобно всем еврейским праздникам, этот день проводят в молитве. Молитвы, читаемые в Рош ха-Шана, должны содержать десять иудейских текстов, упоминающих Бога как царя; десять текстов, упоминающих Бога как помнящего всё; и десять текстов, в которых упоминается шофар — один из существенных атрибутов празднования Рош ха-Шана, — в который трубят в ходе утренней молитвы.
Во время Рош ха-Шана на собрании в синагоге в первый день читают Быт. 21 и в качестве гафтары (отрывка из Книг пророков) — 1Цар. 1:1 — 2:10, а во второй — Быт. 22 и в качестве гафтары — Иер. 31:2—20; в оба дня — мафтир — Чис. 29:1—6.

## Дни, на которые приходится Рош ха-Шана
| Год по григорианскому календарю | Год по еврейскому календарю | Начинается вечером | Кончается вечером |
| ------------------------------- | --------------------------- | ------------------ | ----------------- |
| 2009                            | 5770                        | 18 сентября        | 20 сентября       |
| 2010                            | 5771                        | 8 сентября         | 10 сентября       |
| 2011                            | 5772                        | 28 сентября        | 30 сентября       |
| 2012                            | 5773                        | 16 сентября        | 18 сентября       |
| 2013                            | 5774                        | 4 сентября         | 6 сентября        |
| 2014                            | 5775                        | 24 сентября        | 26 сентября       |
| 2015                            | 5776                        | 13 сентября        | 15 сентября       |
| 2016                            | 5777                        | 2 октября          | 4 октября         |
| 2017                            | 5778                        | 20 сентября        | 22 сентября       |
| 2018                            | 5779                        | 9 сентября         | 11 сентября       |
| 2019                            | 5780                        | 29 сентября        | 1 октября         |
| 2020                            | 5781                        | 18 сентября        | 20 сентября       |
| 2021                            | 5782                        | 6 сентября         | 8 сентября        |
| 2022                            | 5783                        | 25 сентября        | 27 сентября       |
| 2023                            | 5784                        | 15 сентября        | 17 сентября       |
| 2024                            | 5785                        | 2 октября          | 4 октября         |

## События, согласно традиции, произошедшие на Рош ха-Шана
Согласно каноническим источникам, на Рош ха-Шана произошли следующие события:
- Создание первого человека (Адама), создание Евы, нарушение запрета не есть от дерева познания добра и зла, изгнание из рая.
- Ноах вышел из ковчега после потопа.
- Была послана беременность Саре, Рахели и Ханне.
- Жертвоприношение Ицхака.
- Йосеф вышел из заточения.
- Прекратился каторжный труд евреев во время египетского рабства.